# Посьвентне (Нижньосілезьке воєводство)
Посьвентне (пол. Poświętne, нім. Heiligensee) — село в Польщі, у гміні Осечниця Болеславецького повіту Нижньосілезького воєводства.
Населення — 94 особи (2011).
У 1975-1998 роках село належало до Єленьоґурського воєводства.

## Демографія
Демографічна структура станом на 31 березня 2011 року:
|          | Загалом | Допрацездатний вік | Працездатний вік | Постпрацездатний вік |
| -------- | ------- | ------------------ | ---------------- | -------------------- |
| Чоловіки | 47      | 15                 | 32               | 0                    |
| Жінки    | 47      | 16                 | 24               | 7                    |
| Разом    | 94      | 31                 | 56               | 7                    |